# Maria Ballester Castelló
Maria Ballester Castelló (Barcelona, 1919-?) fou una bibliotecària i bibliògrafa catalana, especialitzada en el món editorial.
Nascuda a Barcelona el 1919, cursà l'ensenyament secundari a l'Institut Balmes de Barcelona. A finals dels anys trenta obtingué el títol de mestra a l'Escola Normal de la Generalitat, però el resultat de la guerra civil feu difícil l'exercici de la professió. El 1939 ingressà a l'Escola de Bibliotecàries, i formà part de la primera promoció de la postguerra. El 1944 va començar a treballar a la biblioteca de l'Instituto Nacional del Libro Español (I.N.L.E.), hereva de la de la Cambra Oficial del Llibre de Barcelona, que convertí en una biblioteca especialitzada d'enorme prestigi professional. Ballester continuà dirigint la biblioteca després del seu traspàs al Departament de Cultura de la Generalitat de Catalunya el 1981, on s'instal·laria al Palau Moja amb el nom de biblioteca Bergnes de las Casas, on es jubilà al cap de quaranta anys d'una activitat continuada en el món del llibre.
La seva responsabilitat dins de l'INLE feu que el 1961 se li encarregués l'organització de la Semana del Libro Infantil y Juvenil, celebrada anualment el mes de desembre. També des de l'INLE promogué la publicació de Llibres en català, repertori publicat entre 1967 i 1986 amb l'ajut de l'Associació d'Editors en Llengua Catalana que llistava tots els llibres publicats en català disponibles al mercat, bàsic per al coneixement de l'edició en català durant el tardofranquisme i el període de la transició. Fou igualment professora de l'assignatura de Bibliografia a l'Escola de Bibliotecàries, entre 1969 i 1971 i des de 1976 fins a la seva jubilació el 1984; a mitjans dels anys setanta havia impartit la mateixa assignatura als cursos de l'Escola de Llibreria de l'INLE.
Casada amb el tipògraf Enric Tormo, la seva vinculació amb el grup Dau al Set en feu la destinatària de diverses obres literàries i artístiques; la més destacada és el Parafaragaramus, llibre de bibliòfil en un sol exemplar ofert per Joan Brossa i Joan Ponç el 1948. El matrimoni tingué dos fills: Enric, professor de disseny, i Dolça, bibliotecària.